# Cúp bóng đá Nam Mỹ 1989
Cúp bóng đá Nam Mỹ 1989 là Cúp bóng đá Nam Mỹ lần thứ 34, diễn ra ở Brasil từ 1 đến 16 tháng 7 năm 1989. Giải đấu có 10 đội tuyển tham gia, chia làm 2 bảng 5 đội để chọn ra 4 đội xuất sắc nhất lọt vào vòng trong. Chủ nhà Brasil giành chức vô địch lần thứ tư sau khi vượt qua đương kim vô địch Uruguay ở trận chung kết.

## Địa điểm
| Rio de Janeiro                                 | Goiânia                                        | Recife                                        | Salvador                                        |
| ---------------------------------------------- | ---------------------------------------------- | --------------------------------------------- | ----------------------------------------------- |
| Sân vận động Maracanã                          | Sân vận động Serra Dourada                     | Sân vận động Arruda                           | Arena Fonte Nova                                |
| Sức chứa: 145.000                              | Sức chứa: 22.000                               | Sức chứa: 60.000                              | Sức chứa: 30.000                                |
| 22°54′44″N 43°13′48″T / 22,91227°N 43,230128°T | 16°41′59″N 49°14′03″T / 16,69969°N 49,234264°T | 8°01′36″N 34°53′28″T / 8,026552°N 34,891205°T | 12°58′44″N 38°30′15″T / 12,978788°N 38,504194°T |
|                                                |                                                |                                               |                                                 |

## Vòng bảng

### Bảng A
| Đội       | Pld | W | D | L | GF | GA | GD | Pts |
| --------- | --- | - | - | - | -- | -- | -- | --- |
| Paraguay  | 4   | 3 | 0 | 1 | 9  | 4  | +5 | 6   |
| Brasil    | 4   | 2 | 2 | 0 | 5  | 1  | +4 | 6   |
| Colombia  | 4   | 1 | 2 | 1 | 5  | 4  | +1 | 4   |
| Perú      | 4   | 0 | 3 | 1 | 4  | 7  | −3 | 3   |
| Venezuela | 4   | 0 | 1 | 3 | 4  | 11 | −7 | 1   |

| Paraguay                                                         | 5–2 | Perú                     |
| ---------------------------------------------------------------- | --- | ------------------------ |
| Cañete 38' (84) · Neffa 41' · Mendoza 51' · Del Solar 75' (l.n.) |     | Hirano 30' · Reynoso 80' |

| Brasil                                         | 3–1 | Venezuela     |
| ---------------------------------------------- | --- | ------------- |
| Bebeto 2' · Geovani 36' (ph.đ.) · Baltazar 57' |     | Maldonado 63' |

| Colombia                                              | 4–2 | Venezuela          |
| ----------------------------------------------------- | --- | ------------------ |
| Higuita 36' (ph.đ.) · Iguarán 46', 75' · de Ávila 71' |     | Maldonado 73', 88' |

| Brasil | 0–0 | Perú |
| ------ | --- | ---- |
|        |     |      |

| Perú        | 1–1 | Venezuela     |
| ----------- | --- | ------------- |
| Navarro 30' |     | Maldonado 29' |

| Paraguay    | 1–0 | Colombia |
| ----------- | --- | -------- |
| Mendoza 51' |     |          |

| Paraguay                      | 3–0 | Venezuela |
| ----------------------------- | --- | --------- |
| Neffa 41' · Ferreira 50', 73' |     |           |

| Brasil | 0–0 | Colombia |
| ------ | --- | -------- |
|        |     |          |

| Colombia    | 1–1 | Perú       |
| ----------- | --- | ---------- |
| Iguarán 32' |     | Hirano 43' |

| Brasil          | 2–0 | Paraguay |
| --------------- | --- | -------- |
| Bebeto 47', 82' |     |          |

### Bảng B
| Đội       | Pld | W | D | L | GF | GA | GD | Pts |
| --------- | --- | - | - | - | -- | -- | -- | --- |
| Argentina | 4   | 2 | 2 | 0 | 2  | 0  | +2 | 6   |
| Uruguay   | 4   | 2 | 0 | 2 | 6  | 2  | +4 | 4   |
| Chile     | 4   | 2 | 0 | 2 | 7  | 5  | +2 | 4   |
| Ecuador   | 4   | 1 | 2 | 1 | 2  | 2  | 0  | 4   |
| Bolivia   | 4   | 0 | 2 | 2 | 0  | 8  | −8 | 2   |

| Ecuador     | 1–0 | Uruguay |
| ----------- | --- | ------- |
| Benítez 88' |     |         |

| Argentina    | 1–0 | Chile |
| ------------ | --- | ----- |
| Caniggia 55' |     |       |

| Uruguay                      | 3–0 | Bolivia |
| ---------------------------- | --- | ------- |
| Ostolaza 30', 60' · Sosa 33' |     |         |

| Argentina | 0–0 | Ecuador |
| --------- | --- | ------- |
|           |     |         |

| Ecuador | 0–0 | Bolivia |
| ------- | --- | ------- |
|         |     |         |

| Uruguay                                    | 3–0 | Chile |
| ------------------------------------------ | --- | ----- |
| Sosa 44' · Alzamendi 73' · Francescoli 78' |     |       |

| Chile                                                                  | 5–0 | Bolivia |
| ---------------------------------------------------------------------- | --- | ------- |
| Olmos 9' · Ramírez 10' · Astengo 55' · Pizarro 68' (ph.đ.) · Reyes 85' |     |         |

| Argentina    | 1–0 | Uruguay |
| ------------ | --- | ------- |
| Caniggia 69' |     |         |

| Chile                    | 2–1 | Ecuador    |
| ------------------------ | --- | ---------- |
| Olmos 44' · Letelier 88' |     | Avilés 89' |

| Argentina | 0–0 | Bolivia |
| --------- | --- | ------- |
|           |     |         |

## Vòng cuối
| Đội       | Pld | W | D | L | GF | GA | GD | Pts |
| --------- | --- | - | - | - | -- | -- | -- | --- |
| Brasil    | 3   | 3 | 0 | 0 | 6  | 0  | +6 | 6   |
| Uruguay   | 3   | 2 | 0 | 1 | 5  | 1  | +4 | 4   |
| Argentina | 3   | 0 | 1 | 2 | 0  | 4  | −4 | 1   |
| Paraguay  | 3   | 0 | 1 | 2 | 0  | 6  | −6 | 1   |

| Uruguay                                   | 3–0 | Paraguay |
| ----------------------------------------- | --- | -------- |
| Francescoli 28' · Alzamendi 82' · Paz 89' |     |          |

| Brasil                   | 2–0 | Argentina |
| ------------------------ | --- | --------- |
| Bebeto 48' · Romário 55' |     |           |

| Uruguay       | 2–0 | Argentina |
| ------------- | --- | --------- |
| Sosa 38', 81' |     |           |

| Brasil                        | 3–0 | Paraguay |
| ----------------------------- | --- | -------- |
| Bebeto 16', 52' · Romário 58' |     |          |

| Argentina | 0–0 | Paraguay |
| --------- | --- | -------- |
|           |     |          |

| Brasil      | 1–0 | Uruguay |
| ----------- | --- | ------- |
| Romário 49' |     |         |

### Vô địch
| Vô địch Copa América 1989 Brasil Lần thứ tư |

## Danh sách cầu thủ ghi bàn
| 6 bàn - Bebeto 4 bàn - Rubén Sosa - Carlos Maldonado 3 bàn - Romário - Arnoldo Iguarán 2 bàn - Claudio Caniggia - Juvenal Olmos - Buenaventura Ferreira - Adolfino Cañete - Alfredo Mendoza - Gustavo Neffa - Jorge Hirano - Antonio Alzamendi - Enzo Francescoli - Santiago Ostolaza | 1 bàn - Baltazar - Geovani - Fernando Astengo - Juan Carlos Letelier - Jaime Pizarro - Jaime Ramírez - Oscar Reyes - Antony de Ávila - René Higuita - Ney Avilés - Ermen Benítez - Franco Navarro - Juan Reynoso - Rubén Paz phản lưới nhà - José del Solar |